# Аверин, Максим Викторович

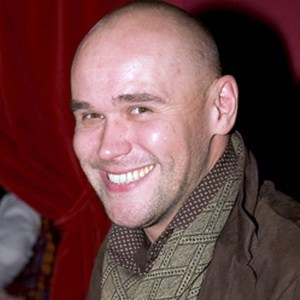
Максим Аверин на премьере художественного фильма «Ласковый май» 30 сентября 2009 года

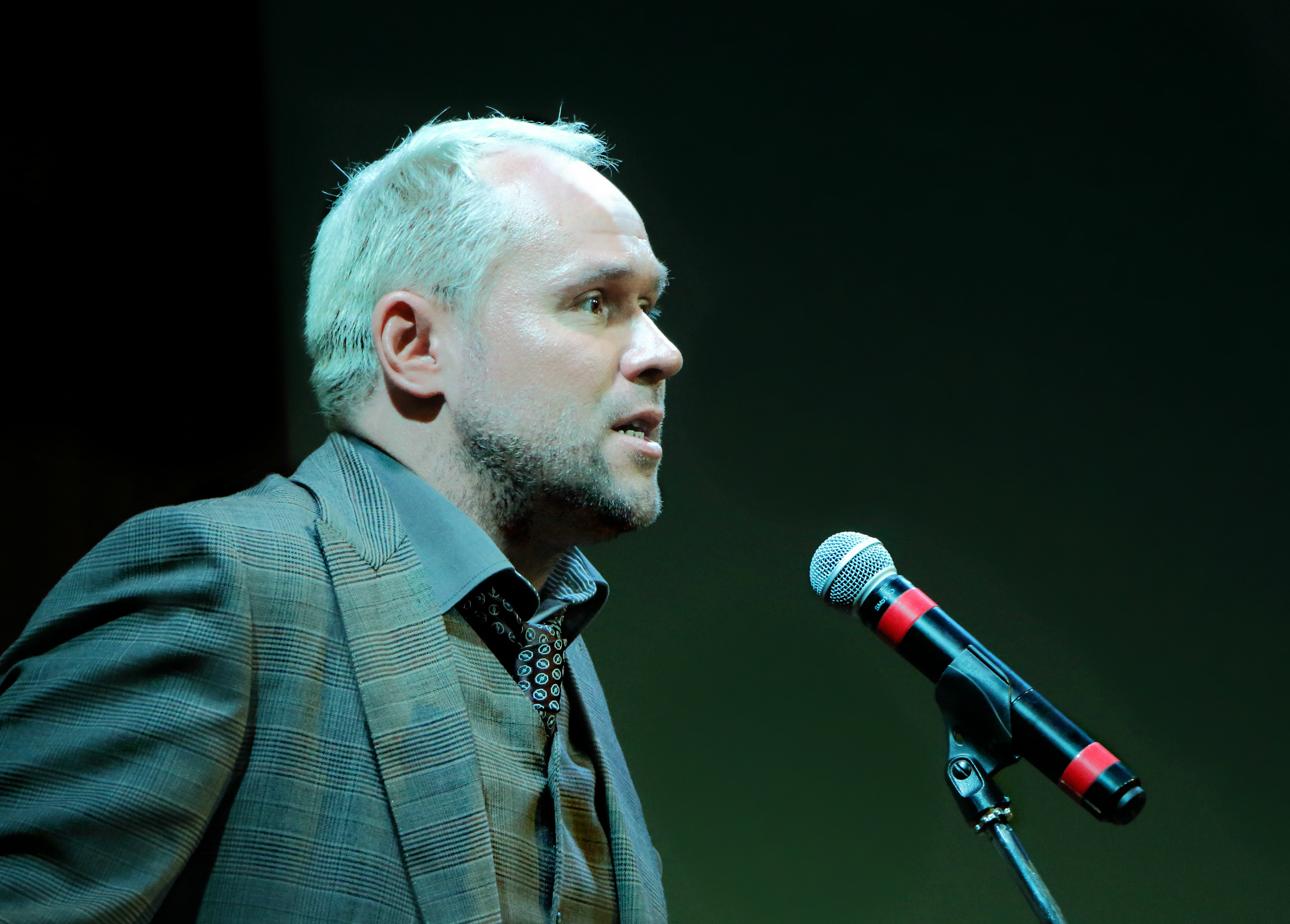
Максим Аверин на благотворительном концерте для детей в Российской государственной детской библиотеке. Москва, 18 мая 2016 года

Макси́м Ви́кторович Аве́рин (род. 26 ноября 1975, Москва, СССР) — российский актёр театра, кино и телевидения, кинорежиссёр и телеведущий. Народный артист Российской Федерации (2025). Художественный руководитель Сочинского концертно-филармонического объединения с 9 июня 2021 года. 
Находится под санкциями США, Канады и Украины из-за поддержки российского вторжения на Украину.

## Биография

### Ранние годы
Максим Аверин родился 26 ноября 1975 года в Москве. Родители работали на киностудии «Мосфильм»: отец — Виктор Николаевич — был художником-декоратором, а мать — Галина Викторовна — портниха и костюмер (ушла из жизни в апреле 2017 года). Родители разошлись, когда он был подростком. У Максима был единоутробный брат Геннадий, который скончался в 2020 году.
В девять лет Максим стал заниматься в театральной студии при Доме кино.
В 1997 году окончил с отличием актёрский факультет Высшего театрального училища имени Б. В. Щукина при Государственном академическом театре имени Е. Б. Вахтангова в Москве (художественный руководитель курса — Марина Александровна Пантелеева) по специальности «Актёр драматического театра и кино».

### Карьера
С 1997 по 2015 годы, на протяжении восемнадцати лет работал в труппе Российского государственного театра «Сатирикон» имени Аркадия Райкина в Москве под руководством Константина Райкина.
С 1 июня 2018 года —  1 июня 2024 года - актёр Московского академического театра сатиры.
Играет в антрепризах, снимается в кино и на телевидении.
Широкую известность актёр получил в 2008 году благодаря главной роли Сергея Глухарёва в телесериале «Глухарь».
В 2008 году участвовал в проекте телеканала «Россия» «Звёздный лёд». С 2012 года снимается в сериале «Склифосовский» в главной роли доктора Олега Брагина. В 2021 году мог стать участником шоу «Танцы со звёздами», но не решился на это из-за Николая Цискаридзе.
Ведущий проекта «Три аккорда», член жюри шоу «Точь-в-точь» на «Первом канале».
23 августа 2018 года был зарегистрирован доверенным лицом кандидата на должность мэра Москвы Сергея Собянина на выборах в Единый день голосования 9 сентября 2018 года.
8 июня 2021 года назначен художественным руководителем Сочинского концертно-филармонического объединения, которое включает: Сочинскую филармонию, Зал органной и камерной музыки имени Алисы Дебольской и Зимний театр. В планах Аверина создание в городе своего театрального центра для сочинцев. Руководить Сочинским объединением Аверин будет из Москвы.
В июне 2024 года объявил об уходе из Московского театра сатиры и поступлении в Московский театр «Ленком Марка Захарова».
В 2024 году впервые набрал актёрский курс в ВТУ им. Щукина.

## Санкции
Поддержал войну России с Украиной. 7 января 2023 года, на фоне вторжения России на Украину, был внесён в санкционный список Украины лиц, которые «призывают к агрессивной войне, оправдывают и признают законной вооруженную агрессию РФ против Украины».
3 февраля 2023 года внесён в санкционный список Канады как причастный к распространению российской дезинформации и пропаганды.

## Творчество

### Театр
Российский государственный театр «Сатирикон» имени Аркадия Райкина (Москва)
- «Укрощение», по пьесе «Укрощение строптивой» — Петруччио
- «Лондон Шоу», по пьесе «Пигмалион» Б. Шоу — Генри Хиггинс
- «Ричард III», У. Шекспир — Кларенс, Эдвард, герцогиня Йоркская
- «Король Лир», У. Шекспир — Эдмонд
- «Доходное место», А. Островский — Аристарх Владимирыч Вышневский
- «Тополя и ветер», Ж.Сиблейрас — Рене
- «Кьоджинские перепалки», К. Гольдони — Падрон Тони
- «Трёхгрошовая опера», Б. Брехт — участник группы захвата
- «Гамлет», У. Шекспир — Марцелл
- «Лев зимой», Дж. Голдмен — Джон Безземельный
- «Шантеклер», Э. Ростан — Кот, Кролик, Гусь, Иностранный петух
- «Гедда Габлер», Г. Ибсен — Йорген Тесман
- «Макбетт», Э. Ионеско — Банко
- «Маскарад», М. Лермонтов — Арбенин, Казарин
- «Смешные деньги», Р. Куни — Виктор Джонсон

Московский академический театр сатиры
- 2018 — «Опера нищих», по мотивам пьесы Джона Гея «Опера нищего», постановка А. Прикотенко (совместный проект Театра сатиры и ООО «Сценарий»)
- 2019 — «Платонов», по одноимённой пьесе А. П. Чехова, реж. Павел Сафонов — Михаил Васильевич Платонов
- 2020 — «Лес», по одноимённой пьесе А. Н. Островского, реж. Антон Яковлев — Геннадий Несчастливцев
- 2022 — «Арбенин. Маскарад без слов», пластический спектакль по пьесам М. Ю. Лермонтова «Маскарад» и «Арбенин», реж. С. Землянский — Арбенин

Московский государственный театр Ленком Марка Захарова
- 2023 — «Бег», по одноимённой пьесе М. А. Булгакова, реж. А. Лазарев — Григорий Лукьянович Чарнота
- 2023 — «Поминальная молитва», по одноимённой пьесе Г. И. Горина, реж. А. Лазарев — Менахем-Мендл
- 2024 — «Ленкомовский дворик». 35 лет спустя… Музыкально-поэтический вечер «Назначь мне свидание!» (28 июля 2024) совместно с Анной Якуниной
- 2024 — «Гамлет», по пьесе Уильяма Шекспира, реж. Антон Яковлев — Клавдий
- 2025 — «Женитьба», по пьесе Н. В. Гоголя, постановка Марка Захарова, реж. Алексей Молостов (премьера 2007 г., Аверин впервые вышел на сцену в спектакле 14.01.2025) — Кочкарёв

Центральный академический театр Российской армии
- 2025 — «Роман», по произведению М. Булгакова «Мастер и Маргарита», реж. Александр Лазарев — Понтий Пилат

Антрепризы
- «Ромео и Джульетта», У. Шекспир, продюсерский центр «Глобус» — Меркуцио
- «Облом OFF», по роману «Обломов» И. Гончарова, Центр драматургии и режиссуры А.Казанцева и М.Рощина — Штольц
- «И. О.», по пьесе С. Ларссона, Центр драматургии и режиссуры А.Казанцева и М.Рощина — Ханс
- 2006 — «Дед Мороз — Мерзавец»[22] Ж. Баласко, М.-А. Шазель, К. Клавье, Ж. Жюньо, Т. Лермитт, Б. Мойно — «Независимый театральный проект» — Кати
- «Портрет. Часть I», по повести Н. Гоголя, Государственный музей А. С. Пушкина — Чартков
- «Искренне, без купюр», творческий вечер
- «Всё начинается с любви…», моноспектакль, АНО «Театральный марафон»
- «ТриАда»/«Другие», по пьесе «За закрытыми дверями» Ж.-П. Сартра — Гарсэн
- «Всё о мужчинах», по пьесе М. Гаврана, театральная компания «Свободная сцена» — Зоки, Отец, Макс, Роберт
- «Жизнь моя — кинематограф», творческий вечер
- «Отелло», У. Шекспир, театральная компания «Свободная сцена» — Отелло
- «Щелкунчик», музыкально-театральный спектакль
- «Научи меня жить», моноспектакль, реж. М. Аверин
- «Там же, тогда же», по пьесе Бернарда Слэйда Same Time, Next Year, реж. М. Малич, Продюсерская компания «М-АРТ» — Джордж
- «Лев зимой», по одноимённой пьесе Джеймса Голдмена The Lion In Winter, реж. С. Гинзбург, Продюсерская компания «М-АРТ» — Генрих II Плантагенет

### Фильмография

#### Актёр
| Год          |    | Название                            | Роль                                                                                      |
| ------------ | -- | ----------------------------------- | ----------------------------------------------------------------------------------------- |
| 1982         | ф  | Похождения графа Невзорова          | эпизод                                                                                    |
| 1999         | ф  | Любовь зла                          | Корабельников                                                                             |
| 2000         | с  | Марш Турецкого. Ошейники для волков | бандит                                                                                    |
| 2001         | с  | Дальнобойщики                       | Виктор                                                                                    |
| 2001         | тф | Новогодние приключения              | Жора                                                                                      |
| 2002         | с  | Глаза Ольги Корж                    | Антон                                                                                     |
| 2003         | ф  | Кармен                              | парень                                                                                    |
| 2003         | ф  | Магнитные бури                      | Валерий                                                                                   |
| 2003         | с  | Ангел на дорогах                    | Роман                                                                                     |
| 2003         | с  | Огнеборцы                           | Денис Рогозин                                                                             |
| 2004         | с  | Место под солнцем                   | Глеб Калашников                                                                           |
| 2004         | с  | Карусель                            | Олег Корнеев                                                                              |
| 2005         | с  | Доктор Живаго                       | человек-куст                                                                              |
| 2005         | ф  | Город без солнца                    | Егор                                                                                      |
| 2005         | с  | Казароза                            | Варанкин                                                                                  |
| 2006         | с  | Запасной инстинкт                   | Арсений Троепольский                                                                      |
| 2006         | ф  | Азирис Нуна                         | Шидла                                                                                     |
| 2006         | с  | Мёртвый. Живой. Опасный             | Стёпа                                                                                     |
| 2006         | ф  | Кошачий вальс                       | Мурз, кот                                                                                 |
| 2007         | тф | Любовь одна                         | Денис Шумский                                                                             |
| 2007         | тф | Варварины свадьбы                   | Юсуп Бекиров                                                                              |
| 2007         | тф | Любовь Авроры                       | Клим Громов                                                                               |
| 2007         | ф  | Несколько простых желаний           | Павел                                                                                     |
| 2007         | тф | Люблю тебя до смерти                | Тимур                                                                                     |
| 2008         | с  | Продолжение следует                 | Виктор Максимов                                                                           |
| 2008—2010    | с  | Глухарь                             | Сергей Викторович Глухарёв, капитан / майор юстиции                                       |
| 2009         | тф | Глухарь. Приходи, Новый год!        | Сергей Викторович Глухарёв, капитан юстиции                                               |
| 2009         | с  | Безмолвный свидетель 3              | Денис Качаев                                                                              |
| 2010         | тф | Глухарь. Снова Новый!               | Сергей Викторович Глухарёв, майор юстиции                                                 |
| 2010         | ф  | Глухарь в кино                      | Сергей Викторович Глухарёв, майор юстиции                                                 |
| 2010         | с  | Интерны (серия № 60)                | Максим Аверин, камео                                                                      |
| 2010         | с  | Погоня за тенью (серия № 5)         | Сергей Викторович Глухарёв, майор юстиции, начальник следственного отдела ОВД «Пятницкий» |
| 2010         | с  | Попытка Веры                        | Олег                                                                                      |
| 2010         | мф | Шевели ластами!                     | дубляж                                                                                    |
| 2011         | тф | Опять Новый!                        | Максим Аверин, камео (Максим Аверин / Глухарёв)                                           |
| 2011         | ф  | Жила-была одна баба                 | Александр                                                                                 |
| 2011         | с  | Возвращение домой                   | Глеб Белов                                                                                |
| 2011         | с  | Фурцева. Легенда о Екатерине        | Пётр Битков                                                                               |
| 2011         | тф | Служу Советскому Союзу!             | Михаил Донцов                                                                             |
| 2012 — н. в. | с  | Склифосовский                       | Олег Михайлович Брагин                                                                    |
| 2012         | с  | Человек-приманка                    | Геннадий Верещагин                                                                        |
| 2013—2021    | с  | Горюнов                             | Павел Павлович Горюнов, капитан первого ранга / контр-адмирал                             |
| 2014         | с  | Куприн. Яма                         | Георгий Степанович Желтков телеграфист                                                    |
| 2015         | с  | Деффчонки (серии № 93-94)           | в роли самого себя, друг Сергея Звонарёва, ведущий на свадьбе                             |
| 2016         | с  | Напарницы                           | Егор / Матвей                                                                             |
| 2016         | с  | Гастролёры                          | Владимир (Вова) Сергеевич Сабонеев / Вовас Сабонис, старший брат Мишани                   |
| 2016         | ф  | Любовь и Сакс                       | Сева Корнет                                                                               |
| 2018         | с  | Девочки не сдаются (с серии № 15)   | Вадим                                                                                     |
| 2019         | с  | Невеста комдива                     | Анатолий Васильевич Кузин, комдив                                                         |
| 2020         | с  | Катран                              | Борис Гриневич, музыкант                                                                  |
| 2021         | с  | Собор                               | Пётр Первый                                                                               |
| 2022         | с  | Союз Спасения. Время гнева          | Михаил Михайлович Сперанский                                                              |
| 2023         | с  | Всем по 50                          | Ефим                                                                                      |
| 2023         | тф | Море. Солнце. Склифосовский         | Олег Михайлович Брагин                                                                    |

#### Режиссёр
- 2010 — Глухарь. Возвращение:
  - серия № 30 «Грань»,
  - серия № 31 «Спринт»,
  - серия № 39 «Жалоба»,
  - серия № 40 «Баня».

#### Озвучивание
- 2012 — «WarFace», озвучил командира группировки Warface[23]

## Видеоклипы
- 1996 — Группа «Браво» — «Этот город»
- 1997 — Светлана Рерих — «Ладошки»

## Реклама
- «Wagon Wheels»[24].
- Аптека «Фармленд» (город Казань).

## Дискография
- 2013 — «Многоточие…»[25], дебютный альбом совместно с Лорой Квинт

## Награды и звания
Государственные награды и звания
- 2014 — почётное звание «Заслуженный артист Российской Федерации» (20 апреля 2014 года) — за достигнутые трудовые успехи, значительный вклад в социально-экономическое развитие Российской Федерации, заслуги в гуманитарной сфере, активную законотворческую и общественную деятельность, многолетнюю добросовестную работу[26].
- 2025 — почётное звание «Народный артист Российской Федерации» (25 марта 2025 года) — за большие заслуги в развитии кинематографического, театрального, хореографического, циркового и эстрадного искусства[2].

Правительственные награды Российской Федерации
- 2005 — лауреат премии Правительства Российской Федерации 2005 года в области культуры — за роль Валерия в драматическом художественном фильме «Магнитные бури» (2003) режиссёра Вадима Абдрашитова[27].

Общественные награды и премии
- 2002 — лауреат российской независимой молодёжной премии «Триумф».
- 2005 — лауреат приза «Серебряная подкова» IV ежегодного российского кинофестиваля «Любить по-русски» — за роль Валерия в драматическом художественном фильме «Магнитные бури» (2003) режиссёра Вадима Абдрашитова.
- 2006 — лауреат российской театральной премии «Чайка» в номинациях «Злодей» и «Некоторые любят погорячее» — за роль Эдмонда в спектакле «Король Лир».
- 2010 — лауреат российской национальной телевизионной премии «ТЭФИ» в категории «Лица» в номинации «Исполнитель мужской роли в телевизионном фильме/сериале» — за роль Сергея Глухарёва в телесериале «Глухарь. Продолжение»[28][29].
- 2012 — лауреат народной премии «Телезвезда» (Украина) в номинации «Любимый актёр-2011» — за роль Сергея Глухарёва в телесериале «Глухарь. Возвращение».
- 2024 — лауреат премии «Фигаро»[30].